# Veerle Buchwald
Veerle Buchwald (Apeldoorn, 20 februari 2005) is een Nederlands volleybalspeelster. Buchwald kwam in Nederland uit voor Alterno en VC Zwolle. Sinds 2024 komt ze uit voor SV Dynamo.

## Carrière
Buchwald begon met volleyballen bij de volleybalclub Alterno in haar geboortestad. In jaar jaren bij Alterno werd Buchwald opgeroepen voor Jong Oranje. In 2023 maakte ze de overstap naar competitiegenoot VC Zwolle nadat ze met Alterno kampioen van de Topdivisie was geworden. Hier draaide ze mee in de top van de Eredivisie. Met de Zwollenaren haalde Buchwald in 2024 de finale van de Nederlandse beker. Deze ging echter met 1-3 verloren tegen VV Apollo 8. Diezelfde maand maakte Buchwald samen met ploeggenoten Sanne Konijnenberg en Jet Kok de overstap naar SV Dynamo.